# Mullsjö (Gemeinde)
Koordinaten: 57° 55′ N, 13° 53′ O

Mullsjö ist eine Gemeinde (schwedisch kommun) in der schwedischen Provinz Jönköpings län und der historischen Provinz Västergötland. Der Hauptort der Gemeinde ist Mullsjö.

## Geschichte
Bei der Bildung der Provinz Västra Götalands län am 1. Januar 1998 wurde die Gemeinde zusammen mit der östlich benachbarten Gemeinde Habo – im Unterschied zu allen anderen Gemeinden der früheren Provinz Skaraborgs län – in die Provinz Jönköpings län eingegliedert.

## Wappen
Beschreibung: In Blau eine silberne Schneeflocke unter einem mit Tannenschnitt abgeteilten silbernen Schildhaupt.
Die Wappengestaltung wurde in den 1970er Jahren des kommunalen Freizeitausschusses, um die Kommune als Wintersportzentrum zu etablieren; es wurde 1977 beim Patent- och registreringsverket (schwedisches Patentamt) registriert.

## Einteilung

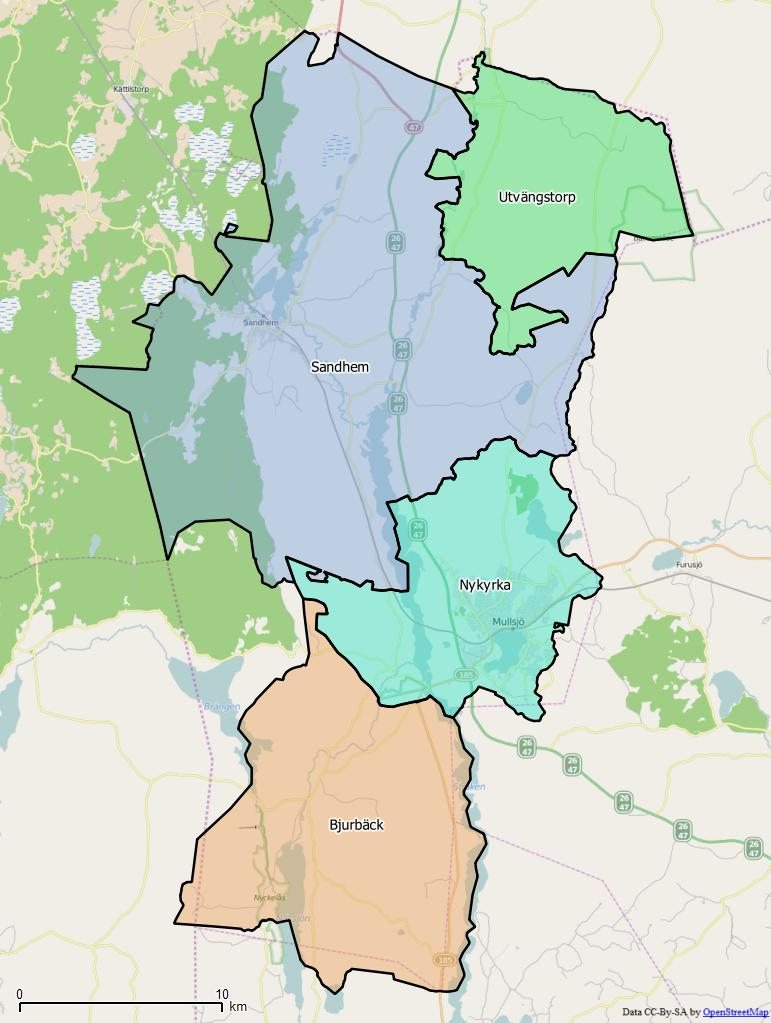
Distrikte (Socken) innerhalb der Gemeinde Mullsjö

Bis 2016 wurde die Gemeinde für Bevölkerungsstatistiken als eine einzige Församling geführt, der Mullsjö-Sandhems församling.
Seit 2016 wird die Gemeinde in die folgenden Distrikte eingeteilt:
- Bjurbäck
- Nykyrka
- Sandhem
- Utvängstorp

## Orte
Zur Gemeinde Mullsjö (Mullsjö kommun) gehören folgende Ortschaften:
- Größere Ortschaften („tätorter“):
  - Mullsjö
  - Sandhem
- Kleinere Ortschaften („småorter“):
  - Keine
- Mini-Orte (schwedisch „ort“):
  - Bjurbäck
  - Nyhem
  - Ryfors